# Ɏ

Y mit horizontalem Balken als Groß- und Kleinbuchstabe

Das Ɏ (kleingeschrieben ɏ) ist ein Buchstabe des lateinischen Schriftsystems. Er besteht aus einem Y mit Querstrich.
Das Ɏ wurde manchmal zur Schreibung walisischer Texte benutzt, um ein Schwa als Fugenlaut anzuzeigen. Orthographisch wird der Buchstabe außerdem im Lubuagan-Kalinga, einer Sprache auf den Philippinen verwendet. In beiden Fällen kann das Ɏ nicht am Wortanfang auftauchen, weshalb der Großbuchstabe nicht benutzt wird.

## Darstellung auf dem Computer
Unicode enthält das Ɏ an den Codepunkten U+024E (Großbuchstabe) und U+024F (Kleinbuchstabe).